# Sthenoprocris
Sthenoprocris is een geslacht van vlinders van de familie bloeddrupjes (Zygaenidae), uit de onderfamilie Procridinae.

## Soorten
- S. brondeli Viette, 1978
- S. malgassica Hampson, 1920
- S. meinickei Hering, 1928